# Olof Sandborg
Olof Sandborg, född 30 april 1884 i Göteborg, död 26 mars 1965 i Johannes församling i Stockholm, var en svensk skådespelare och teaterregissör.

## Biografi
Olof Sandborg var son till handelsresanden Gustaf Leonard Sandborg. Började sin teaterkarriär hos Hjalmar Selander 1901–1905, där han efter ett elevår debuterade som Christian i Rostands Cyrano de Bergerac. Efter ett år vid Folkan i Göteborg och ett år hos Hugo Rönnblad tillhörde han Albert Ranfts teatrar i Stockholm 1907–1916, med undantag för 1912-1914, då han var engagerad vid Fröberg-Sjöströmska sällskapet. Han var åren 1916–1923 engagerad vid Lorensbergsteatern i Göteborg för att sedan bli chef för Folkteatern i Göteborg fram till 1931 där han mest arbetade med regi. Efter två år vid olika scener i Stockholm blev han 1933 var han engagerad vid Dramatiska teatern.
Sandborg tilldelades O'Neill-stipendiet 1962 och samma år Teaterförbundets guldmedalj.
Sandborg filmdebuterade 1913 i Victor Sjöströms Blodets röst, och kom att medverka i drygt 40 filmproduktioner.
Han var från 1928 gift med operasångaren Märta Reiners. De är begravda på Västra kyrkogården i Göteborg.

## Filmografi i urval
- 1913 – Blodets röst
- 1913 – Lady Marions sommarflirt
- 1916 – Svärmor på vift eller Förbjudna vägar
- 1916 – Calle som miljonär
- 1917 – Förstadsprästen
- 1917 – Brottmålsdomaren
- 1930 – Doktorns hemlighet
- 1932 – Landskamp
- 1933 – Djurgårdsnätter
- 1933 – En melodi om våren
- 1934 – Sången om den eldröda blomman
- 1934 – Anderssonskans Kalle
- 1934 – En bröllopsnatt på Stjärnehov
- 1936 – Spöket på Bragehus
- 1937 – Lyckliga Vestköping
- 1937 – Ryska snuvan
- 1938 – Karriär
- 1939 – En enda natt
- 1939 – Mot nya tider
- 1940 – Hans Nåds testamente
- 1941 – Det sägs på stan
- 1942 – General von Döbeln
- 1942 – En äventyrare
- 1944 – Kejsarn av Portugallien
- 1945 – Trötte Teodor
- 1948 – Eva
- 1953 – Ursula – flickan i finnskogarna
- 1954 – Simon syndaren
- 1955 – Danssalongen
- 1955 – Hoppsan!
- 1956 – Moln över Hellesta
- 1957 – En drömmares vandring
- 1957 – Med glorian på sned
- 1958 – Fröken April
- 1960 – På en bänk i en park
- 1962 – Nils Holgerssons underbara resa
- 1975 – Mysteriet natten till den 25:e

## Teater

### Roller (ej komplett)
| År   | Roll                                | Produktion                                                                                      | Regi             | Teater                           |
| ---- | ----------------------------------- | ----------------------------------------------------------------------------------------------- | ---------------- | -------------------------------- |
| 1907 |                                     | Ett köpmanshus i skärgården Emilie Flygare-Carlén                                               |                  | Östermalmsteatern                |
| 1907 | Wastl                               | Samvetets mask (Der G’wissenwurm) Ludwig Anzengruber                                            |                  | Östermalmsteatern                |
| 1907 | Edmond Dantès                       | Greven av Monte Christo (Le Comte de Monte Christo) Alexandre Dumas den äldre                   |                  | Östermalmsteatern                |
| 1908 |                                     | De små landstrykarna (Les Deux gosses) Pierre Decourcelle                                       |                  | Östermalmsteatern                |
| 1908 | Phileas Fogg                        | Jorden runt på åttio dagar (Le Tour du monde en 80 jours) Jules Verne                           |                  | Östermalmsteatern                |
| 1908 |                                     | Strandbyfolk Holger Drachmann                                                                   |                  | Östermalmsteatern                |
| 1908 | Daniel Hjort                        | Daniel Hjort Josef Julius Wecksell                                                              |                  | Östermalmsteatern                |
| 1909 | Sir John Edward                     | Fröken Sherlock Holmes (Fräulein Sherlock Holmes) Alfred Grünwald och Julius Brammer            |                  | Östermalmsteatern                |
| 1909 | Ludvig Hansen                       | Bröderna Hansen (Brødrene Hansen) Edgard Høyer                                                  | Peter Fjelstrup  | Östermalmsteatern                |
| 1909 |                                     | Det kära barnet (The Magistrate) Arthur Wing Pinero                                             |                  | Östermalmsteatern                |
| 1909 |                                     | Arsène Lupin Francis de Croisset och Maurice Leblanc                                            | Knut Nyblom      | Oscarsteatern                    |
| 1915 | Enrico de la Lastra                 | En fiffikus (Ein reizender Mensch) Paul Frank                                                   | Justus Hagman    | Vasateatern                      |
| 1915 | Clinton                             | Kärleken segrar (The Third Degree ) Charles Klein                                               | Justus Hagman    | Vasateatern                      |
| 1916 | Robert Gregory                      | Mr Wu Harry M. Vernon och Harold Owen                                                           | Carl Barcklind   | Oscarsteatern                    |
| 1917 |                                     | Den gröna fracken (L’Habit vert) Gaston Arman de Caillavet och Robert de Flers                  | Gustaf Linden    | Lorensbergsteatern               |
| 1918 | Flood                               | Fröken X, Box 1742 (Wanted , a Husband) Cyril Harcourt                                          | Albert Ståhl     | Djurgårdsteatern                 |
| 1921 | Malvolio                            | Trettondagsafton eller Vad ni vill (Twelfth Night, or What You Will) William Shakespeare        | Gustaf Linden    | Helsingborgs stadsteater         |
| 1921 | Claussner                           | Marie Arndt Elsa Bernstein                                                                      | Rudolf Wendbladh | Helsingborgs stadsteater         |
| 1921 | Henri Duval                         | Duvals skilsmässa (Les Surprises du divorce) Alexandre Bisson och Antony Mars                   | Olof Sandborg    | Helsingborgs stadsteater         |
| 1922 | Lektorn                             | Sabinskornas bortrövande (Der Raub des Sabinerinnen) Franz von Schönthan och Paul von Schönthan | Knut Ström       | Lorensbergsteatern               |
| 1922 |                                     | Hjälten på den gröna ön (The Playboy of the Western World) John Millington Synge                | Rune Carlsten    | Lorensbergsteatern               |
| 1931 | Baron Roger Bernhusen de Sars       | Hans nåds testamente Hjalmar Bergman                                                            | Per Lindberg     | Vasateatern                      |
| 1931 | Borgmästaren                        | Skomakarkaptenen i Köpenick (Der Hauptmann von Köpenick) Carl Zuckmayer                         | Per Lindberg     | Vasateatern                      |
| 1931 | Augustus Merrick                    | Mammas förflutna (The Vinegar Tree) Paul Osborn                                                 | Tollie Zellman   | Vasateatern                      |
| 1933 | Kardinal Richelieu                  | De tre musketörerna (Die drei Musketiere) Rudolf Schantzer, Ernst Welisch och Ralph Benatzky    | Nils Johannisson | Oscarsteatern                    |
| 1933 | Gert Bokpräntare Mårten Secretarius | Mäster Olof August Strindberg                                                                   | Olof Molander    | Dramaten                         |
| 1933 | Borgmästare Nupkins                 | Pickwick-klubben (The Pickwick Club) František Langer efter Charles Dickens                     | Olof Molander    | Dramaten                         |
| 1934 | Carnot                              | De hundra dagarna (Campo di Maggio) Benito Mussolini och Giovacchino Forzano                    | Rune Carlsten    | Dramaten                         |
| 1934 | En knappstöpare                     | Per Gynt (Peer Gynt) Henrik Ibsen                                                               | Per Lindberg     | Kungliga Operan                  |
| 1934 | Den gamle                           | För sant att vara bra (Too True to be Good) George Bernard Shaw                                 | Rune Carlsten    | Dramaten                         |
| 1934 | Beauperthuis                        | Den italienska halmhatten (Un chapeau de paille d’Italie) Eugene Labiche                        | Olof Molander    | Dramaten                         |
| 1934 | Greve Lenski Professor Fingal       | En hederlig man Sigfrid Siwertz                                                                 | Alf Sjöberg      | Dramaten                         |
| 1934 | Kyrkoherden                         | Anständighetens vällust (Il piacere dell ’ onestà) Luigi Pirandello                             | Anders de Wahl   | Dramaten                         |
| 1935 | Handlande Borg                      | Kvartetten som sprängdes Birger Sjöberg                                                         | Rune Carlsten    | Dramaten                         |
| 1935 | David Mc Comber                     | Ljuva ungdomstid (Ah, Wilderness) Eugene O'Neill                                                | Rune Carlsten    | Dramaten                         |
| 1935 | Pinchet                             | Den gröna fracken (L’Habit vert) Gaston Arman de Caillavet                                      | Rune Carlsten    | Dramaten                         |
| 1936 | Mannen                              | Millionärskan (The Millonairess) George Bernard Shaw                                            | Alf Sjöberg      | Dramaten                         |
| 1936 | Floré                               | Fridas visor Birger Sjöberg                                                                     | Rune Carlsten    | Dramaten                         |
| 1937 | Husberg                             | Skönhet Sigfrid Siwertz                                                                         | Alf Sjöberg      | Dramaten                         |
| 1937 | En länstol                          | Eva gör sin barnplikt (Eva aftjener sin barnepligt) Kjeld Abell                                 | Rune Carlsten    | Dramaten                         |
| 1937 | "Chiefen" Ludvigsen                 | Vår ära och vår makt (Vår ære og vår makt) Nordahl Grieg                                        | Alf Sjöberg      | Dramaten                         |
| 1937 | Riksdagsman Andersson               | Kungens paket Staffan Tjerneld och Alf Henrikson                                                | Rune Carlsten    | Dramaten                         |
| 1938 | Direktör Lind                       | Spel på havet Sigfrid Siwertz                                                                   | Alf Sjöberg      | Dramaten                         |
| 1939 | Kapten Locicero                     | Mitt i Europa (Idiot’s Delight) Robert E. Sherwood                                              | Rune Carlsten    | Dramaten                         |
| 1939 | Gamle Storm                         | Paul Lange och Tora Parsberg (Paul Lange og Tora Parsberg) Bjørnstjerne Bjørnson                | Rune Carlsten    | Dramaten                         |
| 1939 | Överste Rossel                      | Nederlaget Nordahl Grieg                                                                        | Svend Gade       | Dramaten                         |
| 1939 | Lars Gunnarsson                     | Kejsaren av Portugallien Selma Lagerlöf                                                         | Rune Carlsten    | Dramaten                         |
| 1940 | Hovmarskalken                       | Den lilla hovkonserten (Das kleine Hofkonzert) Toni Impekoven och Paul Verhoeven                | Rune Carlsten    | Dramaten                         |
| 1941 | Bafourdin                           | Vi skiljas (Divorçons) Victorien Sardou och Émile de Najac                                      | Alf Sjöberg      | Dramaten                         |
| 1942 | Gamle Johansson                     | Beredskap Gunnar Ahlström                                                                       | Alf Sjöberg      | Dramaten                         |
| 1942 | Herr Prescott                       | Ut till fåglarna (George Washington Slept Here) George S. Kaufman och Moss Hart                 | Alf Sjöberg      | Dramaten                         |
| 1943 | Lelorrain                           | Kungen (Le Roi) Robert de Flers, Emmanuel Arène och Gaston Arman de Caillavet                   | Rune Carlsten    | Dramaten                         |
| 1945 | Gehejmerådet Cassius                | Ödestimmen Hjalmar Söderberg                                                                    | Rune Carlsten    | Dramaten                         |
| 1945 | Godsägare Sjöberg                   | Av hjärtans lust Karl Ragnar Gierow                                                             | Rune Carlsten    | Dramaten                         |
| 1949 | Thomas Boleyn                       | En dag av tusen (Anne of the Thousand Days) Maxwell Anderson                                    | Olof Molander    | Dramaten                         |
| 1950 | Kloakarbetaren                      | Tokiga grevinnan (La Folle de Chaillot) Jean Giraudoux                                          | Olof Molander    | Dramaten                         |
| 1950 |                                     | Hans nåds testamente Hjalmar Bergman                                                            | Johan Falck      | Norrköping-Linköping stadsteater |
| 1951 | Pastor Rickman                      | Simon trollkarlen Tore Zetterholm                                                               | Arne Ragneborn   | Dramaten                         |
| 1952 | "Nattgalten", en urspårad adelsman  | De vises sten Pär Lagerkvist                                                                    | Alf Sjöberg      | Dramaten                         |
| 1953 | Statyn                              | Don Juan i helvetet (Man and Superman, akt I) George Bernard Shaw                               | Per-Axel Branner | Nya Teatern                      |
| 1959 | Gerdt Bundtmakare                   | Den politiske kannstöparen (Den Politiske Kandestøber) Ludvig Holberg                           | Rune Carlsten    | Dramaten/ Folkan                 |
| 1960 | Pat                                 | Gisslan (The Hostage) Brendan Behan                                                             | Per-Axel Branner | Dramaten                         |
| 1962 | Kyrkoherde Lamb                     | Resan (Le voyage) Georges Schehadé                                                              | Alf Sjöberg      | Dramaten                         |
| 1963 | En tiggare                          | Tiggarens opera (The Beggar’s Opera) John Gay                                                   | Per-Axel Branner | Dramaten                         |

### Regi (ej komplett)
| År   | Produktion                                 | Upphovsmän                       | Teater                   |
| ---- | ------------------------------------------ | -------------------------------- | ------------------------ |
| 1921 | Duvals skilsmässa Les surprises du divorce | Alexandre Bisson och Antony Mars | Helsingborgs stadsteater |

## Radioteater

### Roller
| År   | Roll                            | Produktion                        | Regi          |
| ---- | ------------------------------- | --------------------------------- | ------------- |
| 1952 | Andreas Jarl, f.d. stamkorporal | Änkeman Jarl Vilhelm Moberg       | Lars Madsén   |
| 1953 | Långviken, fiskare              | Midsommar August Strindberg       | Palle Brunius |
| 1954 | Tawm                            | Pojken med kärran Christopher Fry | Palle Brunius |

### Fotnoter
1. 1 2 3 4  ”Olof Sandborg”. http://sfi.se/sv/svensk-filmdatabas/Item/?type=PERSON&itemid=57619&iv=BIOGRAPHY. Läst 9 februari 2013.
2. ↑  Sandborg, Olof i Svenska män och kvinnor (1949)
3. ↑  SvenskaGravar
4. ↑  Bo Bergman (12 september 1907). ”Teater, konst, litteratur”. Dagens Nyheter:  s. 3. http://arkivet.dn.se/tidning/1907-09-12/13428A/3. Läst 5 februari 2017.
5. ↑  Bo Bergman (9 november 1907). ”Östermalmsteatern: Premiären på den omstridda 'Samvetets mask'”. Dagens Nyheter:  s. 3. http://arkivet.dn.se/tidning/1907-11-09/13486A/3. Läst 5 februari 2017.
6. ↑  ”Teater och musik: Östermalmsteatern: 'Samvetets mask'”. Svenska Dagbladet:  s. 7. 9 november 1907. https://www.svd.se/arkiv/1907-11-09/7. Läst 5 februari 2017.
7. ↑  Bo Bergman (24 november 1907). ”Teater, konst, litteratur”. Dagens Nyheter:  s. 4. http://arkivet.dn.se/tidning/1907-11-24/13501A/4. Läst 5 februari 2017.
8. ↑  ”Teater, konst, litteratur”. Dagens Nyheter:  s. 3. 10 februari 1908. http://arkivet.dn.se/tidning/1908-02-10/13575/3. Läst 5 februari 2017.
9. ↑  Bo Bergman (18 mars 1908). ”Teater, konst, litteratur”. Dagens Nyheter:  s. 3. http://arkivet.dn.se/tidning/1908-03-18/13612A/3. Läst 5 februari 2017.
10. ↑  –e –m (2 september 1908). ”Teater och musik: Östermalmsteatern: Strandbyfolk”. Svenska Dagbladet:  s. 8. https://www.svd.se/arkiv/1908-09-02/8. Läst 5 februari 2017.
11. ↑  ”Teater, konst, litteratur”. Dagens Nyheter:  s. 2. 4 oktober 1908. http://arkivet.dn.se/tidning/1908-10-04/13806a/2. Läst 5 februari 2017.
12. ↑  ”Teater, konst, litteratur”. Dagens Nyheter:  s. 3. 16 januari 1909. http://arkivet.dn.se/arkivet/tidning/1909-01-16/13906A/3. Läst 18 januari 2016.
13. ↑  Bo Bergman (5 april 1909). ”Teater, konst, litteratur”. Dagens Nyheter:  s. 3. http://arkivet.dn.se/tidning/1909-04-05/13984a/3. Läst 6 februari 2017.
14. ↑  G.B. (5 april 1909). ”Teater och musik”. Svenska Dagbladet:  s. 6. https://www.svd.se/arkiv/1909-04-05/6. Läst 6 februari 2017.
15. ↑  ”Teater, konst, litteratur”. Dagens Nyheter:  s. 2. 22 april 1909. http://arkivet.dn.se/tidning/1909-04-19/13996a/2. Läst 6 februari 2017.
16. ↑  ”Teater, konst, litteratur”. Dagens Nyheter:  s. 3. 7 maj 1909. http://arkivet.dn.se/arkivet/tidning/1909-05-07/14014a/3. Läst 12 april 2016.
17. ↑  ”En fiffikus”. Musikverket. http://calmview.musikverk.se/CalmView/Record.aspx?src=CalmView.Performance&id=PERF22373&pos=227. Läst 9 juli 2015.
18. ↑  ”Kärleken segrar”. Musikverket. http://calmview.musikverk.se/CalmView/Record.aspx?src=CalmView.Performance&id=PERF14538&pos=228. Läst 9 juli 2015.
19. ↑  ”Teater, konst, litteratur”. Dagens Nyheter:  s. 6. 15 mars 1916. http://arkivet.dn.se/arkivet/tidning/1916-03-15/73/6. Läst 20 juli 2015.
20. ↑  ”Muck Lindens debut på Lorensbergsteater”. Dagens Nyheter:  s. 1. 28 augusti 1917. http://arkivet.dn.se/arkivet/tidning/1917-08-28/232/1. Läst 20 juli 2015.
21. ↑  Tygård, Britt-Marie (2012). Tollie Zellman: "Damen i rosa". Stockholm: [s.n.]. Libris 13619752. ISBN 978-91-637-1333-0
22. ↑  ”Teater Musik”. Dagens Nyheter:  s. 6. 26 juni 1918. http://arkivet.dn.se/arkivet/tidning/1918-06-26/168/6. Läst 20 juli 2015.
23. 1 2  B.C. (26 november 1926). ”Lorensbergsteaterns facit för hösten”. Svenska Dagbladet:  s. 28. https://www.svd.se/arkiv/1922-11-26/28. Läst 22 april 2017.
24. ↑  Från Stockholms teatrar i Ord och Bild: illustrerad månadsskrift (1932) s. 119
25. ↑  Bo Bergman (26 augusti 1931). ”Hans nåds testamente: Spelöppning hos Ekman, starten god”. Dagens Nyheter:  s. 9. http://arkivet.dn.se/arkivet/tidning/1931-08-26/230/1. Läst 3 januari 2016.
26. ↑  Bo Bergman (23 oktober 1931). ”Köpenick-kaptenen på Vasateatern”. Dagens Nyheter:  s. 5. https://arkivet.dn.se/sok/?searchTerm=&fromPublicationDate=1931-10-23&toPublicationDate=1931-10-23. Läst 27 augusti 2015.
27. ↑  ”Mammas förflutna”. Musikverket. http://calmview.musikverk.se/CalmView/Record.aspx?src=CalmView.Performance&id=PERF14405&pos=347. Läst 11 juli 2015.
28. ↑  Rq (22 november 1931). ”Tre lördagspremiärer: 'Mammas förflutna' på Vasateatern”. Dagens Nyheter:  s. 4. http://arkivet.dn.se/arkivet/tidning/1931-11-22/318/4. Läst 27 augusti 2015.
29. ↑  Rosengren, Margit (1948). Oförgätligt glada stunder...: Ett livs roman i få sekunder. Stockholm: C. E. Fritzes bokförlag AB. sid. 186. Libris 784760
30. ↑  ”Gask på Oscarsteatern”. Dagens Nyheter:  s. 7. 21 januari 1933. http://arkivet.dn.se/arkivet/tidning/1933-01-21/19/7. Läst 5 januari 2016.
31. ↑  B. B-n (14 april 1934). ”Gösta Ekman-Per Gynt: Ibsen-reprisen på Operan”. Dagens Nyheter:  s. 1. https://arkivet.dn.se/tidning/1934-04-14/99/1. Läst 23 mars 2024.
32. ↑  ”Mannen och hans överman”. Musik- och Teaterbiblioteket. https://calmview.musikverk.se/CalmView/Record.aspx?src=CalmView.Performance&id=PERF14212&pos=1008. Läst 13 juli 2025.
33. ↑  Sven Barthel (10 december 1953). ”Puritanen i helvetet”. Dagens Nyheter:  s. 12. https://arkivet.dn.se/tidning/1953-12-10/11161-335/16. Läst 13 juli 2025.
34. ↑  ”Radioprogrammet”. Dagens Nyheter:  s. 16. 24 december 1952. http://arkivet.dn.se/arkivet/tidning/1952-12-24/351/16. Läst 31 januari 2016.
35. ↑  ”Radioprogrammet”. Dagens Nyheter:  s. 22. 19 juni 1953. http://arkivet.dn.se/arkivet/tidning/1953-06-19/163/22. Läst 31 januari 2016.
36. ↑  ”Radioprogrammet”. Dagens Nyheter:  s. 22. 5 juni 1954. http://arkivet.dn.se/arkivet/tidning/1954-06-05/150/22. Läst 1 februari 2016.